# Ермолино (аэродром)
Ермо́лино — военный аэродром совместного базирования в Боровском районе Калужской области, расположен в городе Ермолино. Ранее именовался Инютино.

## Краткая характеристика
Аэродром класса Б, по состоянию на 2012 год способен принимать самолёты Ил-76, Ту-154, Ан-12, Ан-72 и все более лёгкие, а также вертолёты всех типов. Позывной аэродрома — «Пещерник». Частоты голосовой радиосвязи: 124,000 «Подход»; 123.650, 119.550 «Круг».
Является аэродромом государственной авиации, имеет статус совместного базирования авиации Федеральной службы войск национальной гвардии РФ, ВКС МО России. На аэродроме базируется 70-й смешанный авиационный полк войск национальной гвардии РФ (самолёты Ил-76, Ан-26, Ан-12) .

## История
С мая 1945 года на аэродроме базировался 562-й истребительный авиационный полк ПВО из состава 315-й истребительной авиационной дивизии ПВО на самолётах Як-9 и Р-39 Аэрокобра. Полк выполнял задачи противовоздушной обороны административных и экономических объектов Московского региона. В июле 1950 года полк перебазировался на аэродром Кимры Калининской (ныне Тверской) области.
08.03.1952 убыл из КНР на аэродром Инютино (Калужская область) 49 иап. 22.05.1952 в составе 309 иад полк вошёл в 37 ИАК 64 ВИА ПВО (впоследствии 52 ВИА ПВО). 05.11.1958 из расформированной 309 иад 49 иап передан в 103 иад ПВО. Расформирован полк в апреле 1960 года (директива МО СССР № орг/6/60686 от 15.03.1960; директива штаба 52 ВИА ПВО № 53/К от 23.03.1960).
В 1953 году на аэродроме дислоцировался вернувшийся из Кореи 196-й гвардейский истребительный авиационный полк 324-й истребительной авиационной дивизии. Командир дивизии — трижды Герой Советского Союза Иван Кожедуб.
В 1960-х годах аэродром использовался лётно-испытательным подразделением «НПО Взлёт» (ЛИИП).

## Постсоветский период
После распада СССР на аэродроме осуществляло свою деятельность ЗАО «Аэропорт Ермолино», организация обеспечивала грузовые перевозки по внутренним воздушным линиям. Было выпущено распоряжение Правительства РФ об открытии в аэропорту «Ермолино» пункта пропуска через государственную границу для выполнения международных полетов. Аэродром Ермолино в 2007 году был исключен из государственного реестра гражданских аэродромов, поскольку на аэродроме нет служб, соответствующих нормативным документам гражданской авиации (средства радиотехнического обеспечения полётов, светосигнальное оборудование, метеооборудование, средства управления воздушным движением).
В 2012 году в средствах массовой информации появились сообщения о возможных инвестициях в реконструкцию и строительство аэропортовых сооружений и сопутствующих систем в аэропорту Ермолино на сумму в 23 млрд рублей, что позволило бы создать в Ермолино аэропорт деловой авиации и включить его в московский авиаузел.
Авиакомпания «ЮТэйр» предложила создать на базе аэропорта бюджетный аэропорт для нужд Москвы. «ЮТэйр» смогла бы самостоятельно реконструировать аэродром, но против этого выступила Федеральная антимонопольная служба.
В 2013 году UTair получила разрешение базироваться в Ермолино. Планировалось превращение Ермолино в аэропорт для гражданских low-cost перевозок. Также презентовались планы строительства логистического центра для грузовых авиаперевозок. Однако всем этим планам не суждено было сбыться.
Остатки ЛИИП в последние годы преобразованы в ООО «ЕЛИИП» (от «Ермолинское лётно-исследовательское испытательное предприятие») для ведения на аэродроме коммерческой деятельности, связанной с авиацией (стоянка и обслуживание вертолётов, логистические услуги и т. п.).